# Chenal Bostonnais
Chenal Bostonnais är en gren av Rivière Bostonnais i Kanada.   Den ligger i provinsen Québec, i den sydöstra delen av landet, 300 km nordost om huvudstaden Ottawa.